# Cista de Roca Flavià
La Cista de Roca Flavià és una cista megalítica del terme comunal de Font-romeu, Odelló i Vià, de l'Alta Cerdanya, a la Catalunya del Nord.
Està situada a la partida de Roca Flavià, a 1.455,9 m alt al sud-est del terme de Font-romeu, Odelló i Vià, al sud-est del poble de Vià, molt a prop del termenal amb Eina, per la qual cosa sovint és citada com a pertanyent al terme d'Eina. És ran de la carretera N - 116 en un lloc on fa un doble revolt tancat, just a la dreta del riu Eina, a prop al nord-est del Sepulcre megalític del Bac d'Amunt.
És de planta rectangular, amb gran similitud a les de filiació solsoniana. L'orientació és de nord-est a sud-oest; la llosa de capçalera, encarada al nord-est, és caiguda enfora, les altres tres lloses són al seu lloc, i la de coberta, no hi és, ni a lloc ni en els entorns. De forma quadrada, fa 90 centímetres de costat per 70 d'alçada. Se'l situa al Neolític mitjà o final. En les excavacions practicades en el lloc no es van trobar materials rellevants.